# Vicenza Calcio 2016-2017
Questa voce raccoglie le informazioni riguardanti il Vicenza Calcio nelle competizioni ufficiali della stagione 2016-2017.

## Stagione
Dopo lo storico cambio societario che mette fine alla travagliata gestione Finalfa/Cassingena e il rinnovo contrattuale di mister Franco Lerda, la stagione 2016-2017 parte il 14 luglio con le sedute di allenamento e le visite mediche prima del ritiro estivo che quest'anno si svolge tra Fai della Paganella ed Andalo dal 17 al 30 luglio.
Durante il ritiro la compagine biancorossa disputa diverse amichevoli estive: il 20 luglio contro l'Arco vinta 5 a 3, il 22 luglio contro la squadra spagnola dell'Iberos (vinta 10 a 1), il 24 luglio contro il Carpi persa 3 a 1 ed infine il 27 luglio contro il Levico (vinta 3 a 0). Il 30 luglio ha disputato poi il XXI Trofeo Alfonso Santagiuliana, perdendo 5 a 3 ai rigori contro il Cittadella mentre il 3 agosto ha giocato contro il Pescara il primo Memorial Piermario Morosini a ricordo del giocatore ex biancorosso deceduto a Pescara nel 2012. In questa occasione le due squadre (le cui tifoserie vantano il più antico gemellaggio italiano) sono scese in campo, per la prima volta, con le maglie invertite (in biancorosso i pescaresi, in biancoazzurro i berici).
Per quanto riguarda le operazioni di mercato in entrata, la nuova società inserisce nella compagine biancorossa il centrocampista Giuseppe Rizzo con i difensori Raffaele Pucino e Fabricio Fontanini mentre applica la risoluzione contrattuale a Lorenzo Laverone e al vicecapitano Mario Sampirisi (infortunato da alcuni mesi), svincolando anche Osarimen Ebagua.
Il primo mese di calciomercato è contrassegnato però dalla vicenda legata al capitano Nicolò Brighenti, per il quale era già stato improntato un adeguamento contrattuale (il contratto in scadenza nel 2018 è stato aumentato dal punto di vista economico e doveva essere controfirmato dal presidente). Il Chievo propone al giocatore un contratto di 500.000 euro per avere il suo cartellino. Il Vicenza rifiuta ma Brighenti sceglie di non scendere in campo in due amichevoli disputate durante il ritiro, suscitando l'ira del presidente Pastorelli che gli toglie la fascia da capitano e lo mette fuori rosa, in attesa di spiegazioni. Il chiarimento non arriva e il contratto con il capitano viene rescisso portando il giocatore ad accasarsi al Frosinone.
La stagione non parte nel migliore dei modi. Alla 7ª giornata la squadra biancorossa ha la peggiore difesa del torneo e ha collezionato solo una vittoria, ritrovandosi ultima in classifica. Tale situazione porta al sollevamento dall'incarico di allenatore di Franco Lerda al quale subentra Pierpaolo Bisoli che dopo un periodo altalenante riesce a dare una certa continuità nei risultati a partire dal derby vinto con il Verona il 10 dicembre sotto una fitta nebbia (gol di Galano al 69°). Nel girone di ritorno le cose però cominciarono a peggiorare: i biancorossi vincono solo due gare (contro Pisa e Latina) e sprofondano in zona play-out e dopo la 37ª giornata il tecnico emiliano viene esonerato per far posto a Vincenzo Torrente che tenta inutilmente di salvare la squadra dalla retrocessione in Serie C che avviene matematicamente alla terzultima giornata (con la sconfitta al Menti contro la Ternana) dopo solo 3 anni dal ripescaggio.
La retrocessione porta inevitabilmente ad una bufera che investe la gestione di Vi.Fin, finanziaria che solo un anno prima aveva rilevato le quote societarie del club biancorosso. Il primo a rassegnare le dimissioni è il direttore sportivo Antonio Tesoro, seguito dal presidente Alfredo Pastorelli (il quale avvia una polemica a mezzo stampa con gli altri soci di Vi.Fin), e dal direttore generale Andrea Gazzoli (il cui contratto era comunque in scadenza). Per alcune settimane pare che il rischio di concreto fallimento della società sia inevitabile, pur arrivando un aiuto da una holding lussemburghese chiamata Boreas Capital, pronta ad entrare nell'azionariato del Vicenza Calcio a patto che i pagamenti della stagione corrente vengano saldati da Vi.Fin. A fine giugno i soci riescono a saldare le pendenze relative a contributi e stipendi, avviando la trattativa per una nuova cessione del club.

## Divise e sponsor
Sponsor ufficiale è per il sesto anno consecutivo la Banca Popolare di Vicenza, al quale si affianca Nordor batterie come secondo sponsor di maglia e la confermata partnership con GSC Group come main sponsor per i pantaloncini. Per il quarto anno consecutivo lo sponsor tecnico è Macron.
| Casa | Trasferta | Terza maglia | Quarta maglia |

## Organigramma societario
Area direttiva
- Presidente e A.D.: Alfredo Pastorelli
- Vicepresidente e A.D.: Marco Franchetto
- Vicepresidente: Simone Dalla Vecchia
- Presidente onorario: Vittoria Franchetto
- Consigliere con delega al settore giovanile: Antonio Mandato
- Consigliere con delega al settore marketing e pubblicità: Leonardo Adamo
- Consigliere con delega agli affari legali e sportivi: avv. Gian Luigi Polato
- Consigliere: Stelvio Dalla Vecchia
- Direttore generale: Andrea Gazzoli
- Segretario di direzione: Debora Brusaporco

Area tecnica
- Allenatore: Franco Lerda, poi Pierpaolo Bisoli, poi Vincenzo Torrente
- Allenatore in 2ª: Michele Tardioli
- Preparatori atletici: Francesco Bulletti (fino al 3 ottobre 2016), Marco Bresciani, Riccardo Ragnacci (dal 3 ottobre 2016 al 19 aprile 2017)
- Allenatore dei portieri: Silvio Guariso
- Allenatore Primavera: Pasquale Luiso

Area sanitaria
- Responsabile medico: Giovanni Ragazzi
- Medico sociale: Nicola Bizzotto
- Infermiere professionale: Massimo Toniolo
- Recupero infortunati: Davide Ranzato
- Fisioterapista: Daniele Petroni
- Massaggiatore sportivo: Marco Carta
- Consulente radiologo: Enrico Talenti

Altro
- Team manager: Enzo Ometto
- Responsabile magazzino: Valerio Frighetto
- Magazziniere: Ivana Spallino

## Rosa
| N. |                           | Ruolo | Calciatore                        |
| -- | ------------------------- | ----- | --------------------------------- |
| 1  | Italia (bandiera)         | P     | Francesco Benussi (vice capitano) |
| 2  | Italia (bandiera)         | D     | Raffaele Pucino                   |
| 4  | Slovenia (bandiera)       | D     | Luka Bogdan                       |
| 5  | Argentina (bandiera)      | D     | Fabricio Fontanini                |
| 5  | Brasile (bandiera)        | D     | Renato Barbosa Vischi             |
| 6  | Italia (bandiera)         | D     | Salvatore D'Elia                  |
| 7  | Italia (bandiera)         | C     | Alessio Vita                      |
| 8  | Italia (bandiera)         | C     | Francesco Signori                 |
| 9  | Italia (bandiera)         | D     | Cristian Zaccardo                 |
| 10 | Italia (bandiera)         | A     | Stefano Giacomelli (capitano)     |
| 11 | Italia (bandiera)         | A     | Cristian Galano                   |
| 11 | Italia (bandiera)         | A     | Giuseppe De Luca                  |
| 12 | Italia (bandiera)         | P     | Filippo Dani                      |
| 13 | Montenegro (bandiera)     | A     | Filip Raičević                    |
| 14 | Austria (bandiera)        | C     | Renny Smith                       |
| 14 | Costa d'Avorio (bandiera) | D     | Souleyman Doumbia                 |
| 15 | Paesi Bassi (bandiera)    | C     | Ismail H'Maidat                   |
| 15 | Austria (bandiera)        | C     | Robert Gucher                     |

| N. |                    | Ruolo | Calciatore        |
| -- | ------------------ | ----- | ----------------- |
| 16 | Italia (bandiera)  | C     | Nicola Bellomo    |
| 17 | Italia (bandiera)  | D     | Andrea Esposito   |
| 18 | Italia (bandiera)  | C     | Giuseppe Rizzo    |
| 19 | Italia (bandiera)  | A     | Matteo Di Piazza  |
| 19 | Nigeria (bandiera) | A     | Osarimen Ebagua   |
| 20 | Italia (bandiera)  | A     | Francesco Orlando |
| 21 | Italia (bandiera)  | C     | Francesco Urso    |
| 22 | Italia (bandiera)  | P     | Mauro Vigorito    |
| 23 | Nigeria (bandiera) | D     | Daniel Adejo      |
| 24 | Italia (bandiera)  | A     | Nicholas Siega    |
| 26 | Italia (bandiera)  | C     | Davide Bianchi    |
| 27 | Austria (bandiera) | A     | Petar Zivkov      |
| 28 | Italia (bandiera)  | A     | Iacopo Cernigoi   |
| 29 | Brasile (bandiera) | A     | Fabinho           |
| 30 | Camerun (bandiera) | A     | Joseph Bouasse    |
| 31 | Italia (bandiera)  | D     | Kevin Magri       |
| 32 | Italia (bandiera)  | P     | Marco Amelia      |
| 36 | Italia (bandiera)  | P     | Davide Costa      |

## Calciomercato

### Mercato estivo (dal 1º luglio al 31 agosto 2016)
| Acquisti         | Acquisti                    | Acquisti      | Acquisti                                          |
| R.               | Nome                        | da            | Modalità                                          |
| ---------------- | --------------------------- | ------------- | ------------------------------------------------- |
| A                | Matteo Di Piazza            | Akragas       | titolo definitivo                                 |
| D                | Saverio Madrigali           | Fiorentina    | prestito con diritto di riscatto e controriscatto |
| A                | Massimiliano Giusti         | Abano         | titolo definitivo                                 |
| A                | Petar Zivkov                | Rapallo       | titolo definitivo                                 |
| A                | Iacopo Cernigoi             | Virtus Verona | titolo definitivo                                 |
| A                | Nicholas Siega              | Reggiana      | titolo definitivo                                 |
| D                | Andrea Beduschi             | Lecce         | titolo definitivo                                 |
| C                | Giuseppe Rizzo              | Perugia       | prestito con diritto di riscatto                  |
| D                | Luka Bogdan                 | Krka          | titolo definitivo                                 |
| D                | Raffaele Pucino             | Chievo        | prestito                                          |
| D                | Fabricio Bautista Fontanini | San Lorenzo   | titolo definitivo                                 |
| A                | Fabinho                     | Perugia       | titolo definitivo                                 |
| D                | Cristian Zaccardo           | Carpi         | prestito con obbligo di riscatto                  |
| D                | Andrea Esposito             | Latina        | titolo definitivo                                 |
| C                | Ismail H'Maidat             | Roma          | prestito con diritto di riscatto e controriscatto |
| C                | Renny Smith                 | Burnley       | titolo definitivo                                 |
| Altre operazioni |                             |               |                                                   |
| R.               | Nome                        | da            | Modalità                                          |
| A                | Niko Bianconi               | Savona        | fine prestito                                     |
| A                | Davide D'Appollonia         | Savoia        | fine prestito                                     |
| C                | Niccolò Corticchia          | Como          | fine prestito                                     |
| A                | Piergiuseppe Maritato       | Lucchese      | fine prestito                                     |
| C                | Francesco Orlando           | Chieti        | fine prestito                                     |

| Cessioni         | Cessioni              | Cessioni        | Cessioni                                                                     |
| R.               | Nome                  | a               | Modalità                                                                     |
| ---------------- | --------------------- | --------------- | ---------------------------------------------------------------------------- |
| D                | Mario Sampirisi       |                 | risoluzione contrattuale                                                     |
| C                | Lorenzo Laverone      |                 | risoluzione contrattuale                                                     |
| D                | Nicolò Brighenti      | Frosinone       | risoluzione contrattuale e trasferimento a titolo definitivo (0,5 milioni €) |
| C                | Niccolò Corticchia    |                 | risoluzione contrattuale                                                     |
| A                | Piergiuseppe Maritato |                 | risoluzione contrattuale                                                     |
| A                | Nicola Pozzi          |                 | risoluzione contrattuale                                                     |
| D                | Thomas Manfredini     |                 | risoluzione contrattuale                                                     |
| D                | Marco Pinato          | Latina          | titolo definitivo                                                            |
| A                | Niko Bianconi         | Caronnese       | titolo definitivo                                                            |
| C                | Mohamed Be Coulibaly  | Aversa Normanna | prestito                                                                     |
| D                | Andrea Beduschi       | Prato           | prestito                                                                     |
| A                | Massimiliano Giusti   | Ħamrun Spartans | prestito                                                                     |
| Altre operazioni |                       |                 |                                                                              |
| R.               | Nome                  | a               | Modalità                                                                     |
| D                | Alessandro Ligi       | Bari            | fine prestito                                                                |
| C                | Federico Moretti      | Latina          | fine prestito                                                                |
| C                | Juri Cisotti          | Spezia          | fine prestito                                                                |
| C                | Andrej Modić          | Milan           | fine prestito                                                                |
| A                | Osarimen Ebagua       |                 | svincolato                                                                   |
| P                | Ivan Pelizzoli        |                 | svincolato                                                                   |
| D                | Oualid El Hasni       |                 | svincolato                                                                   |
| D                | Saverio Madrigali     | Fiorentina      | rientro dal prestito                                                         |

### Mercato invernale (dal 3 al 31 gennaio 2017)
| Acquisti         | Acquisti                  | Acquisti     | Acquisti          |
| R.               | Nome                      | da           | Modalità          |
| ---------------- | ------------------------- | ------------ | ----------------- |
| A                | Osarimen Ebagua           | Pro Vercelli | prestito          |
| C                | Robert Gucher             | Frosinone    | titolo definitivo |
| C                | Joseph Perfection Bouasse | Roma         | prestito          |
| P                | Davide Costa              | Inter        | prestito          |
| A                | Giuseppe De Luca          | Bari         | prestito          |
| A                | Luigi Cuppone             | Lugano       | titolo definitivo |
| D                | Souleyman Doumbia         | Bari         | prestito          |
| Altre operazioni |                           |              |                   |
| R.               | Nome                      | da           | Modalità          |

| Cessioni         | Cessioni         | Cessioni | Cessioni                         |
| R.               | Nome             | a        | Modalità                         |
| ---------------- | ---------------- | -------- | -------------------------------- |
| A                | Matteo Di Piazza | Foggia   | titolo definitivo                |
| A                | Filip Raičević   | Bari     | prestito con diritto di riscatto |
| A                | Renny Smith      | Mantova  | prestito                         |
| A                | Cristian Galano  | Bari     | prestito con obbligo di riscatto |
| Altre operazioni |                  |          |                                  |
| R.               | Nome             | a        | Modalità                         |

### Operazioni esterne alle sessioni
| Acquisti | Acquisti              | Acquisti                              |
| R.       | Nome                  | Note                                  |
| -------- | --------------------- | ------------------------------------- |
| D        | Renato Barbosa Vischi | sottoscrizione contratto (16/12/2016) |

| Cessioni | Cessioni  | Cessioni                              |
| R.       | Nome      | Note                                  |
| -------- | --------- | ------------------------------------- |
| D        | Fontanini | risoluzione contrattuale (17/11/2016) |

## Risultati

### Serie B

#### Girone di andata
| Arbitro: | Pezzuto (Lecce) |

|  |           |                        |
|  | Marcatori | 58’ Bifulco 68’ Bianco |

| Arbitro: | Nasca (Bari) |

|                                      |           |  |
| Arini 10’ Cremonesi 22’ Zigoni 90+1’ | Marcatori |  |

| Vicenza 10 settembre 2016, ore 15:00 CEST 3ª giornata | Vicenza        | 0 – 0 referto | Bari | Stadio Romeo Menti (7.338 spett.)\| Arbitro: \| Saia (Palermo) \| |
| Arbitro:                                              | Saia (Palermo) |               |      |                                                                   |

| Arbitro: | Sacchi (Macerata) |

|                               |           |                               |
| F. Della Rocca 33’ Rosina 54’ | Marcatori | 8’, 21’ Signori 74’ Di Piazza |

| Arbitro: | Piccinini (Forlì) |

|                              |           |  |
| Carpani 26’ Cacia 67’ (rig.) | Marcatori |  |

| Vicenza 24 settembre 2016, ore 15:00 CEST 6ª giornata | Vicenza             | 0 – 0 referto | Avellino | Stadio Romeo Menti (6.809 spett.)\| Arbitro: \| Aureliano (Bologna) \| |
| Arbitro:                                              | Aureliano (Bologna) |               |          |                                                                        |

| Arbitro: | Mainardi (Bergamo) |

|                                                   |           |           |
| Ceccarelli 9’ Cutolo 29’ Caputo 70’ Tremolada 78’ | Marcatori | 47’ Siega |

| Vicenza 9 ottobre 2016, ore 15:00 CEST 8ª giornata | Vicenza            | 0 – 0 referto | Cesena | Stadio Romeo Menti (7.010 spett.)\| Arbitro: \| Marinelli (Tivoli) \| |
| Arbitro:                                           | Marinelli (Tivoli) |               |        |                                                                       |

| Arbitro: | Baroni (Firenze) |

|  |           |              |
|  | Marcatori | 65’ Raičević |

| Arbitro: | Nasca (Bari) |

|            |           |                |
| Pucino 60’ | Marcatori | 71’ D. Ciofani |

| Arbitro: | Di Martino (Teramo) |

|                        |           |           |
| Vassallo 86’ Pinzi 88’ | Marcatori | 8’ Pucino |

| Arbitro: | Abisso (Palermo) |

|                     |           |                                                  |
| Belmonte 64’ (aut.) | Marcatori | 17’ Brighi 28’ Di Chiara 39’ Dezi 88’ Di Carmine |

| Arbitro: | Rapuano (Rimini) |

|  |           |             |
|  | Marcatori | 56’ Bellomo |

| Arbitro: | Aureliano (Bologna) |

|  |           |                   |
|  | Marcatori | 50’ (rig.) Corvia |

| Arbitro: | Marini (Roma) |

|                |           |              |
| Emmanuello 11’ | Marcatori | 60’ Raičević |

| Vicenza 26 novembre 2016, ore 15.00 CET 16ª giornata | Vicenza          | 0 – 0 referto | Benevento | Stadio Romeo Menti (6.720 spett.)\| Arbitro: \| Minelli (Varese) \| |
| Arbitro:                                             | Minelli (Varese) |               |           |                                                                     |

| Arbitro: | Baroni (Firenze) |

|                                    |           |             |
| Lukanović 34’ Gălăbinov 58’ (rig.) | Marcatori | 9’ Raičević |

| Arbitro: | Nasca (Bari) |

|            |           |  |
| Galano 69’ | Marcatori |  |

| Arbitro: | Illuzzi (Molfetta) |

|                 |           |                                  |
| Petriccione 50’ | Marcatori | 22’ Giacomelli 88’ (rig.) Pucino |

| Arbitro: | Pinzani (Empoli) |

|                        |           |  |
| Rizzo 34’ Cernigoi 89’ | Marcatori |  |

| La Spezia 30 dicembre 2016, ore 20.30 CET 21ª giornata | Spezia        | 0 – 0 referto | Vicenza | Stadio Alberto Picco (6.990 spett.)\| Arbitro: \| Marini (Roma) \| |
| Arbitro:                                               | Marini (Roma) |               |         |                                                                    |

#### Girone di ritorno
| Carpi 21 gennaio 2017, ore 15:00 CET 22ª giornata | Carpi           | 0 – 0 referto | Vicenza | Stadio Sandro Cabassi (2.456 spett.)\| Arbitro: \| Pezzuto (Lecce) \| |
| Arbitro:                                          | Pezzuto (Lecce) |               |         |                                                                       |

| Arbitro: | Ghersini (Roma) |

|             |           |                |
| Orlando 54’ | Marcatori | 90+6’ Floccari |

| Arbitro: | Di Paolo (Avezzano) |

|                             |           |            |
| Floro Flores 43’ Galano 86’ | Marcatori | 79’ Ebagua |

| Arbitro: | Rapuano (Rimini) |

|  |           |               |
|  | Marcatori | 10’ Busellato |

| Arbitro: | Marinelli (Tivoli) |

|             |           |                |
| De Luca 69’ | Marcatori | 36’ Mignanelli |

| Arbitro: | Piccinini (Forlì) |

|                                 |           |             |
| D'Angelo 28’, 38’ Ardemagni 48’ | Marcatori | 65’ Bellomo |

| Arbitro: | Serra (Torino) |

|                  |           |                                      |
| De Luca 25’, 80’ | Marcatori | 62’ (aut.) A. Esposito 75’ Pellizzer |

| Arbitro: | Di Martino (Teramo) |

|          |           |             |
| Ciano 6’ | Marcatori | 45’ Orlando |

| Arbitro: | Abisso (Palermo) |

|                              |           |           |
| Ebagua 86’ Urso 90+4’ (rig.) | Marcatori | 64’ Manaj |

| Arbitro: | Saia (Palermo) |

|                       |           |                   |
| Dionisi 33’, 73’, 81’ | Marcatori | 90’ (rig.) Pucino |

| Arbitro: | Ghersini (Genova) |

|            |           |               |
| Pucino 14’ | Marcatori | 25’ Blanchard |

| Arbitro: | Marinelli (Tivoli) |

|                |           |  |
| Mustacchio 88’ | Marcatori |  |

| Arbitro: | Pasqua (Tivoli) |

|  |           |              |
|  | Marcatori | 61’ Casasola |

| Arbitro: | Illuzzi (Molfetta) |

|  |           |             |
|  | Marcatori | 80’ De Luca |

| Arbitro: | Nasca (Bari) |

|  |           |          |
|  | Marcatori | 58’ Comi |

| Benevento 22 aprile 2017, ore 15.00 CEST 37ª giornata | Benevento        | 0 – 0 | Vicenza | Stadio Ciro Vigorito (6.843 spett.)\| Arbitro: \| Baroni (Firenze) \| |
| Arbitro:                                              | Baroni (Firenze) |       |         |                                                                       |

| Arbitro: | Di Paolo (Avezzano) |

|                                    |           |             |
| Ebagua 40’ Bellomo 63’ Orlando 71’ | Marcatori | 28’ Macheda |

| Arbitro: | Abbattista (Molfetta) |

|                                    |           |                             |
| Siligardi 20’ Bessa 88’ Rômulo 90’ | Marcatori | 33’ Bellomo 59’ A. Esposito |

| Arbitro: | Sacchi (Macerata) |

|  |           |              |
|  | Marcatori | 65’ Falletti |

| Arbitro: | Abisso (Palermo) |

|               |           |  |
| Vido 13’, 52’ | Marcatori |  |

| Arbitro: | Martinelli (Roma) |

|  |           |               |
|  | Marcatori | 11’ Giannetti |

### Secondo Turno
| Arbitro: | Mainardi (Bergamo) |

|                                                   |           |                                    |
| Raičević 17’ Di Piazza 33’ Siega 38’ Galano 90+4’ | Marcatori | 54’ (rig.) Giorno 68’ F. Lorenzini |

### Terzo Turno
| Arbitro: | Irrati (Firenze) |

|                         |           |  |
| Maccarone 4’ 16’ (rig.) | Marcatori |  |

## Statistiche
Statistiche aggiornate al 13 marzo 2017.

### Statistiche di squadra
| Competizione | Punti       | In casa | In casa | In casa | In casa | In casa | In casa | In trasferta | In trasferta | In trasferta | In trasferta | In trasferta | In trasferta | Totale | Totale | Totale | Totale | Totale | Totale | DR   |
| Competizione | Punti       | G       | V       | N       | P       | Gf      | Gs      | G            | V            | N            | P            | Gf           | Gs           | G      | V      | N      | P      | Gf     | Gs     | DR   |
| ------------ | ----------- | ------- | ------- | ------- | ------- | ------- | ------- | ------------ | ------------ | ------------ | ------------ | ------------ | ------------ | ------ | ------ | ------ | ------ | ------ | ------ | ---- |
| Serie B      | 41          | 21      | 4       | 9       | 8       | 15      | 20      | 21           | 5            | 5            | 11           | 18           | 32           | 42     | 9      | 14     | 19     | 33     | 52     | - 19 |
| Coppa Italia | Terzo turno | 1       | 1       | 0       | 0       | 4       | 2       | 1            | 0            | 0            | 1            | 0            | 2            | 2      | 1      | 0      | 1      | 4      | 4      | 0    |
| Totale       | 41          | 22      | 5       | 9       | 8       | 19      | 22      | 22           | 5            | 5            | 12           | 18           | 34           | 44     | 10     | 14     | 20     | 37     | 56     | - 19 |

### Andamento in campionato
| Giornata  | 1  | 2  | 3  | 4  | 5  | 6  | 7  | 8  | 9  | 10 | 11 | 12 | 13 | 14 | 15 | 16 | 17 | 18 | 19 | 20 | 21 | 22 | 23 | 24 | 25 | 26 | 27 | 28 | 29 | 30 | 31 | 32 | 33 | 34 | 35 | 36 | 37 | 38 | 39 | 40 | 41 | 42 |
| --------- | -- | -- | -- | -- | -- | -- | -- | -- | -- | -- | -- | -- | -- | -- | -- | -- | -- | -- | -- | -- | -- | -- | -- | -- | -- | -- | -- | -- | -- | -- | -- | -- | -- | -- | -- | -- | -- | -- | -- | -- | -- | -- |
| Luogo     | C  | T  | C  | T  | T  | C  | T  | C  | T  | C  | T  | C  | T  | C  | T  | C  | T  | C  | T  | C  | T  | T  | C  | T  | C  | C  | T  | C  | T  | C  | T  | C  | T  | C  | T  | C  | T  | C  | T  | C  | T  | C  |
| Risultato | P  | P  | N  | V  | P  | N  | P  | N  | V  | N  | P  | P  | V  | P  | N  | N  | P  | V  | V  | V  | N  | N  | N  | P  | P  | N  | P  | N  | N  | V  | P  | N  | P  | P  | V  | P  | N  | V  | P  | P  | P  | P  |
| Posizione | 20 | 22 | 22 | 16 | 17 | 20 | 22 | 21 | 17 | 18 | 20 | 21 | 18 | 20 | 20 | 21 | 21 | 20 | 17 | 14 | 14 | 16 | 15 | 16 | 17 | 17 | 20 | 20 | 20 | 16 | 17 | 16 | 17 | 19 | 18 | 19 | 20 | 20 | 20 | 20 | 20 | 20 |

Fonte:  Serie B – Classifiche, su sport.sky.it, Sky Sport. URL consultato il 29 agosto 2016 (archiviato dall'url originale il 29 settembre 2015).
Legenda:

Luogo: C = Casa; T = Trasferta. Risultato: V = Vittoria; N = Pareggio; P = Sconfitta.

## Giovanili

### Organigramma gestionale generale
Come riporta il sito ufficiale:
Responsabili
- Settore giovanile: Antonio Mandato
- Attività agonistica: Massimo Margiotta
- Attività di base: Nicola Costenaro
- Scuola calcio: Umberto Masenello
- Osservatori: Piero Borella

### Piazzamenti
- Primavera
  - Allenatore: Pasquale Luiso
  - Campionato:
- Under 17
  - Allenatore: Nicola Saviolo
  - Campionato
- Under 16:
  - Allenatore: Nicola Zanini
  - Campionato
- Under 15:
  - Allenatore: Morselli Davide
  - Campionato
- Giovanissimi Sperimentali
  - Allenatore: Cuccarollo Alessandro
  - Campionato